# Lupșanu
Lupșanu – wieś w Rumunii, w okręgu Călărași, w gminie Lupșanu. W 2011 roku liczyła 652 mieszkańców.